# Angaria sphaerula
Angaria sphaerula là một loài ốc biển trong họ Angariidae.

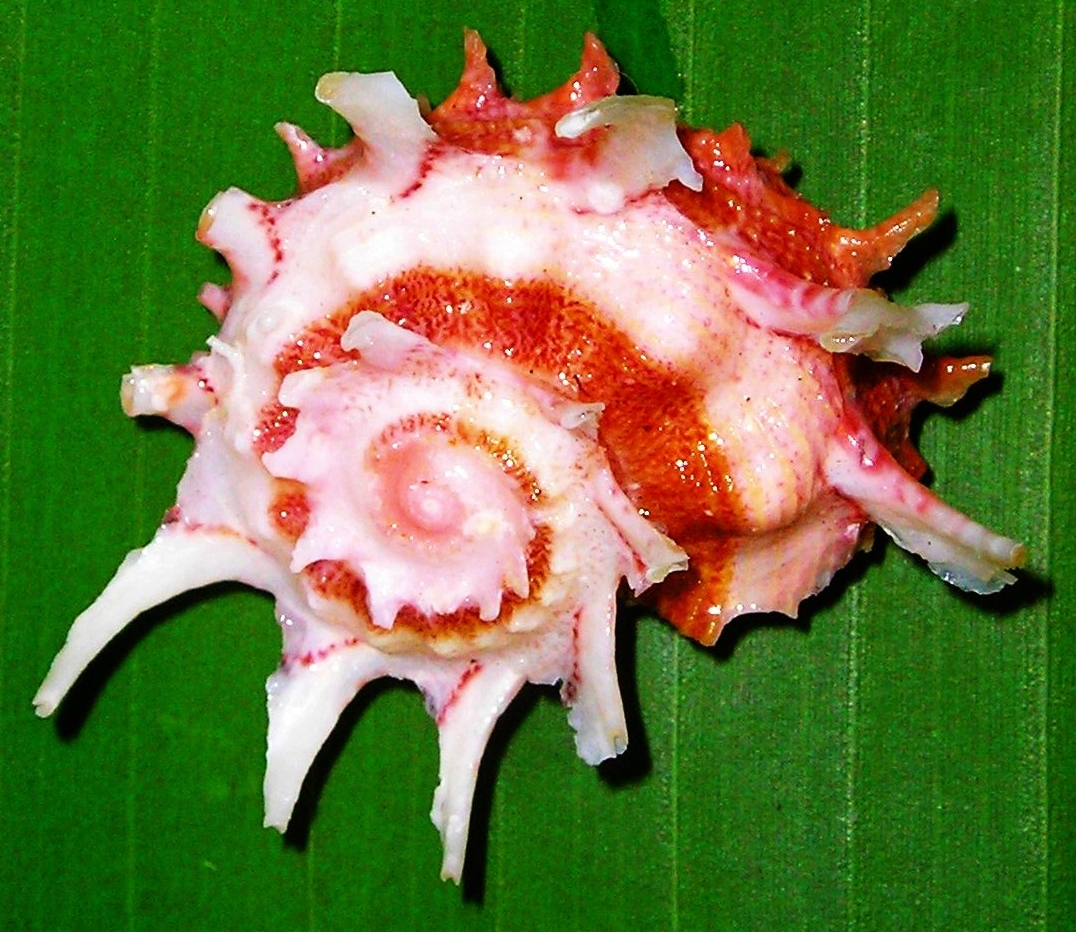

## Hình ảnh

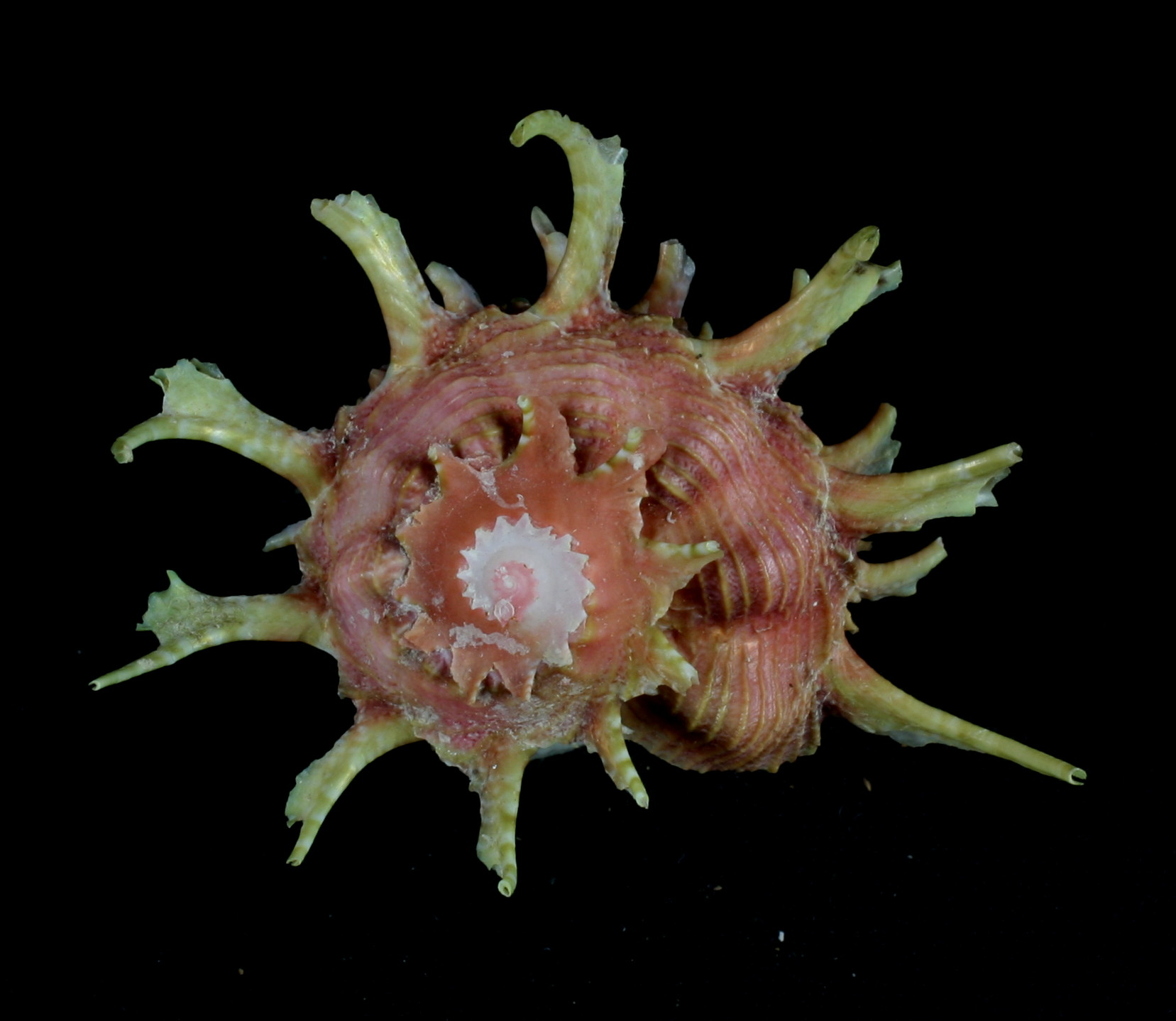
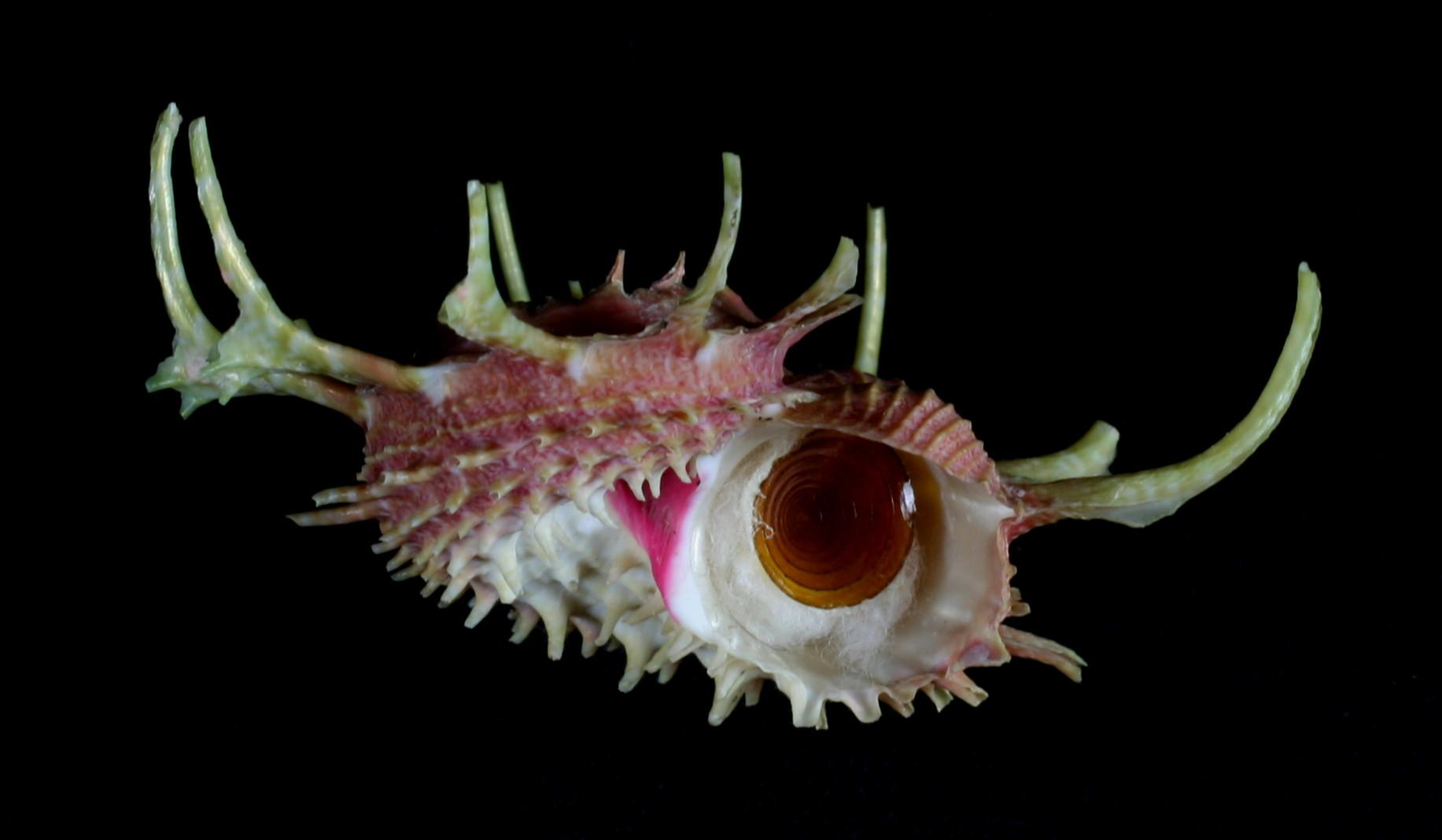
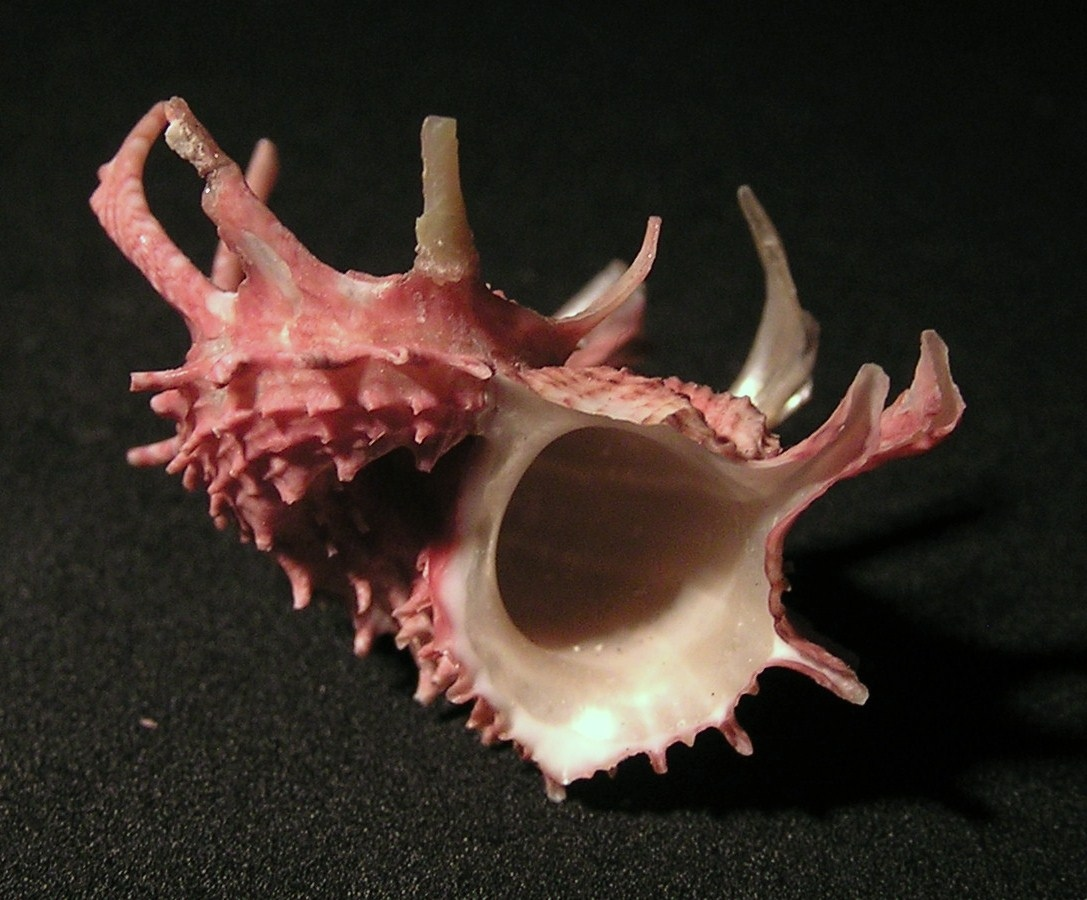
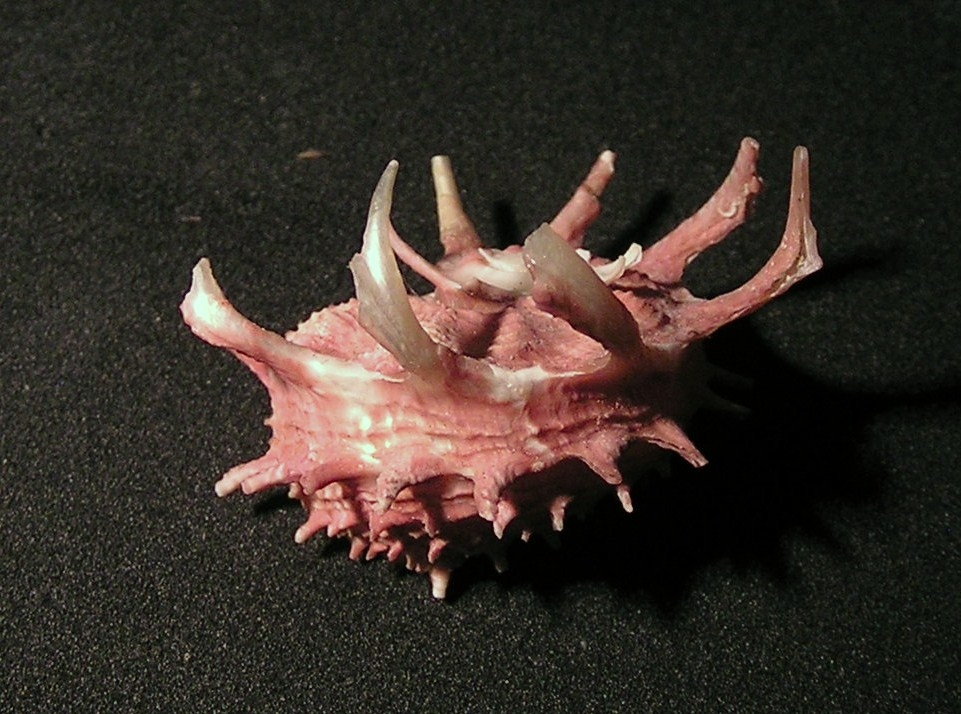